# Paraconger californiensis
Paraconger californiensis is een  straalvinnige vissensoort uit de familie van zeepalingen (Congridae). De wetenschappelijke naam van de soort is voor het eerst geldig gepubliceerd in 1961 door Kanazawa.
De soort staat op de Rode Lijst van de IUCN als niet bedreigd, beoordelingsjaar 2007.